# Казаваторе
Казаваторе (італ. Casavatore, сиц. Casavaturi) — муніципалітет в Італії, у регіоні Кампанія,  метрополійне місто Неаполь.
Казаваторе розташоване на відстані близько 185 км на південний схід від Рима, 8 км на північ від Неаполя.
Населення — 18 706 осіб (2014).
Щорічний фестиваль відбувається 24 червня. Покровитель — святий Іван Хреститель.

## Демографія
Населення за роками:

Станом на 1 січня 2023 року в муніципалітеті офіційно проживало 207 іноземців з 45 країн, серед них 26 громадян країн Євросоюзу та 39 громадян України.

## Сусідні муніципалітети
- Арцано
- Казорія
- Неаполь